# قائمة مواقع التراث العالمي في أوروبا
قائِمة مواقع التُّرَاث العالَمِيّ فِي أُورُوبَّا هي مجمُوعة معالِم تقُوُم لِجنة التُّراث العالمِيّ في مُنظّمة ٱلأُممِ المُتّحِدَة للتربية والعِلم والثّقافة أو كما تعرُّف اِختصاراً مُنظّمة اليُونسكُو، بترشيحها لِيتم إِدراجُها ضمن برنامج مواقع التُّراث الدّوليّة التي تُدِيره اليُونسكُو. هذه المعالِم قد تكُون طبيعيّة، أو من صُنع أَفرَاد أو جمَاعَات، وتشملُها مجمُوعة من المَعايِير الّتِى اِعتمدتها مُنظّمة اليُونسكُو خِلال «اِتفاقيّة لحِماية التُّرَاث العالَمِيّ الثّقافِيّ والطبيعيّ» وأقرها المؤتمر العامّ في دورته السّابِعة عشرة والمُنعقد في بَارِيس في 16 تِشرِين الثّانِي / نُوفمبر 1972م.
وتضُمُّ هذه القائِمة الدُول الأوربيّة التي تُعتبر جغرافياً ضِمن حدود القارّة الأورُوبِّيّة أو جُزءٍ مِنها مُتَّصِلةٍ جغرافيًا بِمهد الحضارة الغربيّة. كما تَشمّل قائِمة مواقع التُّراث العالمِيّ فِي أُورُوبَّا دُول خارج الحدود الجُغرَافِيَة للقارّة الأورُوبِّيّة؛ لكنها ذات ارتباط أو انتماء سَواءٍ كان سياسيّاً أو تَارِيخِيّاً أو الثّقافِيّاً مع أُورُوبَّا. ويُعتبر كل موقع من مواقع التُّراث ملِكاً للدّولة الّتِى يقع ضِمن حدودها، ولكِنه يحصل على اِهتمام من المُجتمع الدّولِيّ. وتشترك جميع الدُول الأعضاء في الاتِّفاقِيّة، والبالِغ عدّدها 190 دولة، في حِماية والحِفاظ على هذه المواقع.
وقد أَدرِجت مُنظّمة اليُونسكُو، مُنذ العَام 1978م 412 مواقعاً للتُّراث في أُورُوبَّا، وتَحمّل إيِطَالِيَا ٱلّتِى تُوصَّف بإِنَّها مَتحفاً في الهَوَاء الطَّلق الرّقم الأكبر في عدد المواقع التُراثيّة وهو 43 مواقعاً. وتضُمُّ هذه القائِمة مجمُوعة مواقع التُّراث العالمِيّ فِي أُورُوبَّا مُرتّبةٍ ترتِيباً أبجدِياً.

## مَعايير الاِختيار
حتّى نِهاية العَام 2004م، كان هُناك سِتّة مَعايير للتُّراث الثّقافيّ وأربعة مَعايير للتُّراث الطبيعيّ. في عام 2005م، تمّ تَعديل تِلك المَعايير لتصبُّح مجمُوعة واحدة من عَشرة مَعايير. المواقع المُرشِّحة يجب أن تكون ذات «قيمة عالمِيّة اِستثنائيّة» وتستوفى على الأقلّ واحداً من تلك المَعايير العَشَرة. كما أنّ قوانين اليُونسكُو تنصّ على أن أي مَعلَم يتجاوز عُمُره مِائة عام يدخِل ضمِن لائحة التُّراث العالمِيّ.

### المَعايير الثقافية
- أولاً: تُمثّل تُحفة عَبقريّة خَلاّقة من صُنع أَفرَاد أو جمَاعَات.
- ثانِياً: تُمثّل إحدى القِيم الإنسانيَّة الهامّة والْمُشتركة، لفترة من الزّمن أو في المَجال الثقافيّ للعَالَم، سَواء في تَطَوَر الهندسة المعماريّة أو التِّقنيّة، أو الفُنُون الأَثَرِيُّة، أو تَخطيط المُدن، أو تَصميم المنَاظِر الطبيعيّة.
- ثالثاً: تُمثّل شهادة فريدة من نوّعَها أو على الأقلِّ اِستثنائيّة لتقليد ثقافيّ لحضارة قائِمة أو مُندَثِر.
- رابعاً: أن تكون مثالاً بارزاً على نَوعيّة من البَنّاء، أو المِعمار أو مِثال تِقنيّ أو مُخطَّط يُوضح مرحلة هامّة في تاريخ البشرِيّة.
- خامِساً: أن يكون مثالاً رائعاً لمُمارسات الإنسان التقليديّة، في اِستِخدام اَلأَراضِي، أو مياه البحر بما يمثِّل ثَقافة أو مجمُوعة ثَقافات، أو تفاعل إِنسانيّ مع البِيئَة وخُصوصاً عندما تُصبح عُرضة لتأثيرات لا رجعة فيها.
- سادساً: أن تكون مُرتبطةٍ بشكلٍ مباشرة أو ملمُوس بالأحداث أو التّقَالِيد المعِيشِيّة، أو الأفكار، أو المُعتقدات، أو الأعمال الفنِّيّة والأدبية ذات الأهمية العالمِيّة الفَائِقة. (وترى اللَّجنة أن هذا المَعيار يُفضل أن يكون اِستِخدامه بالتزامن مع مَعايير أُخرى).

### المعايير الطبيعية
- سابعاً: أن تحتوِى ظاهِرة طبيعيّة فائِقة أو مَناطِق ذات جَمال طَبيعيّ اِستثنائيّ.
- ثامناً: أن تكون الأَمثِلة البارزة التي تُمثل المرَاحِل الرّئيسيّة من تاريخ الأَرْض، بما في ذلِك سِجِلّ الحياة، والعمليّات الجيولوجيّة في تَطوّر تضَارِيسها، أو ملامح شكل الأرض أو فيزيوغرافية كَبيرة.
- تاسعاً: أن تكون الأَمثِلة البارزة التي تُمثل كبيرة على الذهاب البيئيّة والبَيولوجيّة في عمليّات التَطوّر والتَّنمِية من الأَرضيّة، والمياه العَذبة السّاحِلِيّة والبَحريّة النُظُم الإيكولوجية والمُجتمعات المحلِّيّة من النَّباتات والحيوَانات.
- عاشراً: أن تحتوِى على أَهمّ وأكْبر الموئِل الطبيعيّة لحفِظ التَنوّع البيُولُوجِيّ بالموقع، بما في ذلك تِلك التي تحتوِى على الأنواع المُهدِّدة بالاِنْقِراض وذات قِيمَة عالَمِيّة فَرِيدَة من وُجهة نظر العِلْم أو حِمايَة البِيئَة.

## أسبانيا
- (1984, 2005) أعمال أنطوني غاودي.
- (1984, 1994) الحمراء، جنة العريف، البيازين، غرناطة.
- (1984) دير الإسكوريال في مَدينة مدريد.
- (1984) كاتدرائيّة بورغوس.
- (1984, 1994) وسط قرطبة التَّاريخيّ.
- (1985, 2008) كهف ألتميرا وفن النقش في الصخور في العصر الحجري القديم في شمال إسبانيا.
- (1985) مَدينة أفيلا القديمة وكنائسها القائمة خارج أسوار المَدينة.
- (1985) مَدينة سانتياغو دي كومبوستيلا القديمة.
- (1985) مَدينة سيغوفيا القديمة وقنواتها للإمداد بالماء.
- (1985, 1998) نصب أوفييدو وقصر الأستوريين.
- (1986) مدينة طليطلة التاريخية.
- (1986) مدينة كاسيريس القديمة.
- (1986) منتزه غاراخوناي الوطني.
- (1986, 2001) هندسة أراغون المدجنة.
- (1987) كاتدرائية إشبيلية وقصرها وأرشيف الهند.
- (1988) مَدينة سالامانكا القديمة.
- (1991) دير بوبلي.
- (1993) دير سانتا ماريا دي غوادالوبي الملكي.
- (1993) طريق سانتياغو دي كومبوستيلا.
- (1993) مجموعة ميريدا الأثريّة.
- (1994, 2005) منتزه دنيانا الوطني.
- (1996) سوق الحرير في فالينسيا.
- (1996) مدينة كوينكا التاريخيّة المحصّنة.
- (1997) أديرة سان ميلان في يوسو وسوسو.
- (1997, 1999) البيرينيه – الجبل الضائع.
- (1997) قصر موسيقى كاتالونيا ومستشفى القديس باو ، برشلونة.
- (1997) لا ميدولاس.
- (1998) جامعة آلكالا دي هيناريس وحيّها التَّاريخيّ.
- (1998) فن صخري في حوض البحر الأبيض المتوسط لشبه الجزيرة الإسبانية.
- (1999) إيبيزا ، تنوّع بيولوجي وثقافة.
- (1999) سان كريستوبال دي لا لاغونا.
- (2000) أسوار لوغو الرومانية.
- (2000) بستان النخيل في إيلش.
- (2000) كنائس رومانية كاتالونية في فال دي بوي.
- (2000) مجموعة تاراكو التاريخية.
- (2000) موقع أتابويركا التاريخي.
- (2001) منظر أرانخويث الثقافي.
- (2003) مجمعات فنية نهضوية في أوبيدا وبايزا.
- (2006) جسر فيسكايا.
- (2007) حديقة تيد الوطنية.
- (2009) برج هرقل.

## 

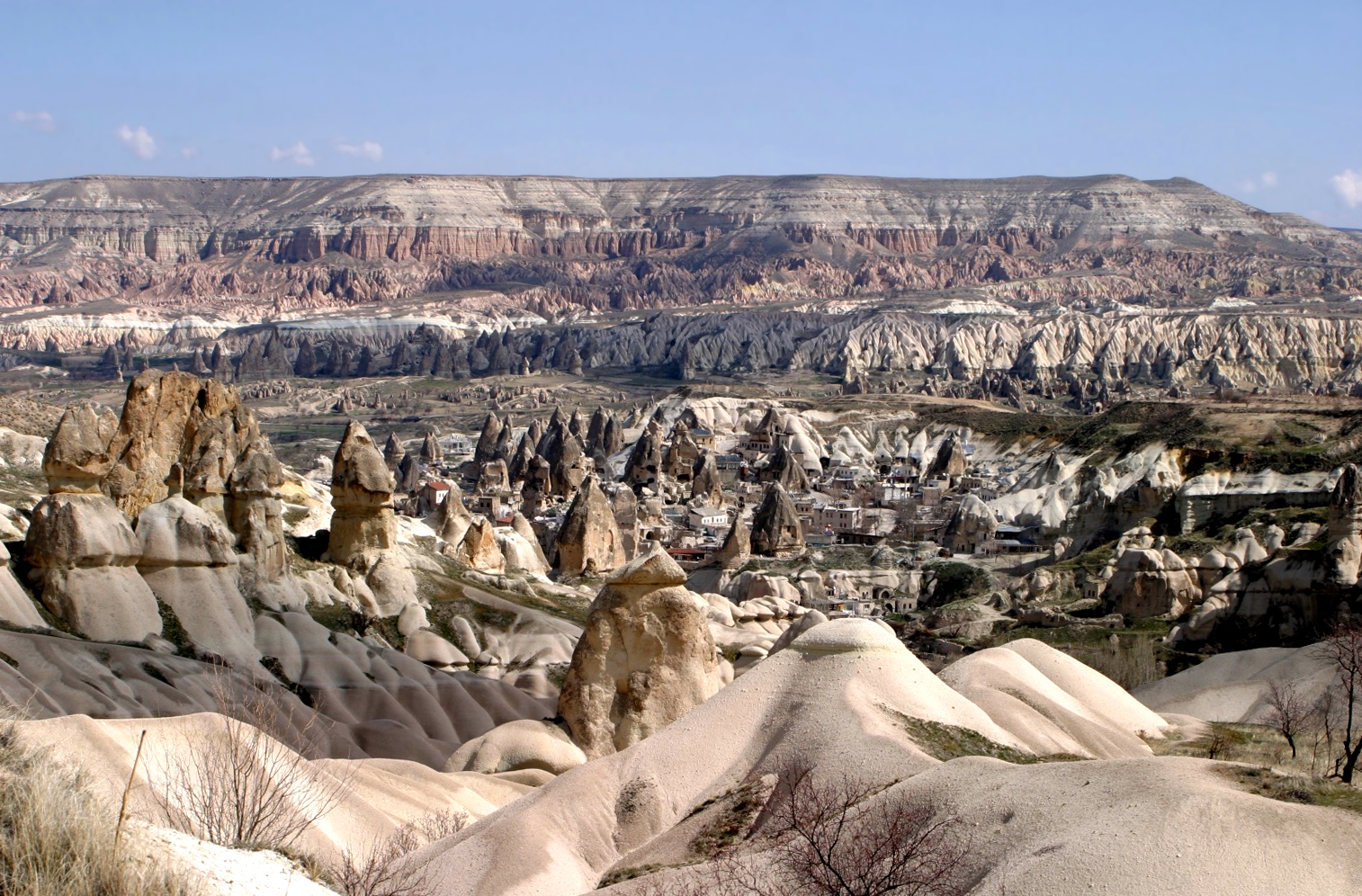
قباذق في تركيا

## تركيا
- (1985) كبادوكيا.

## ألمانيا

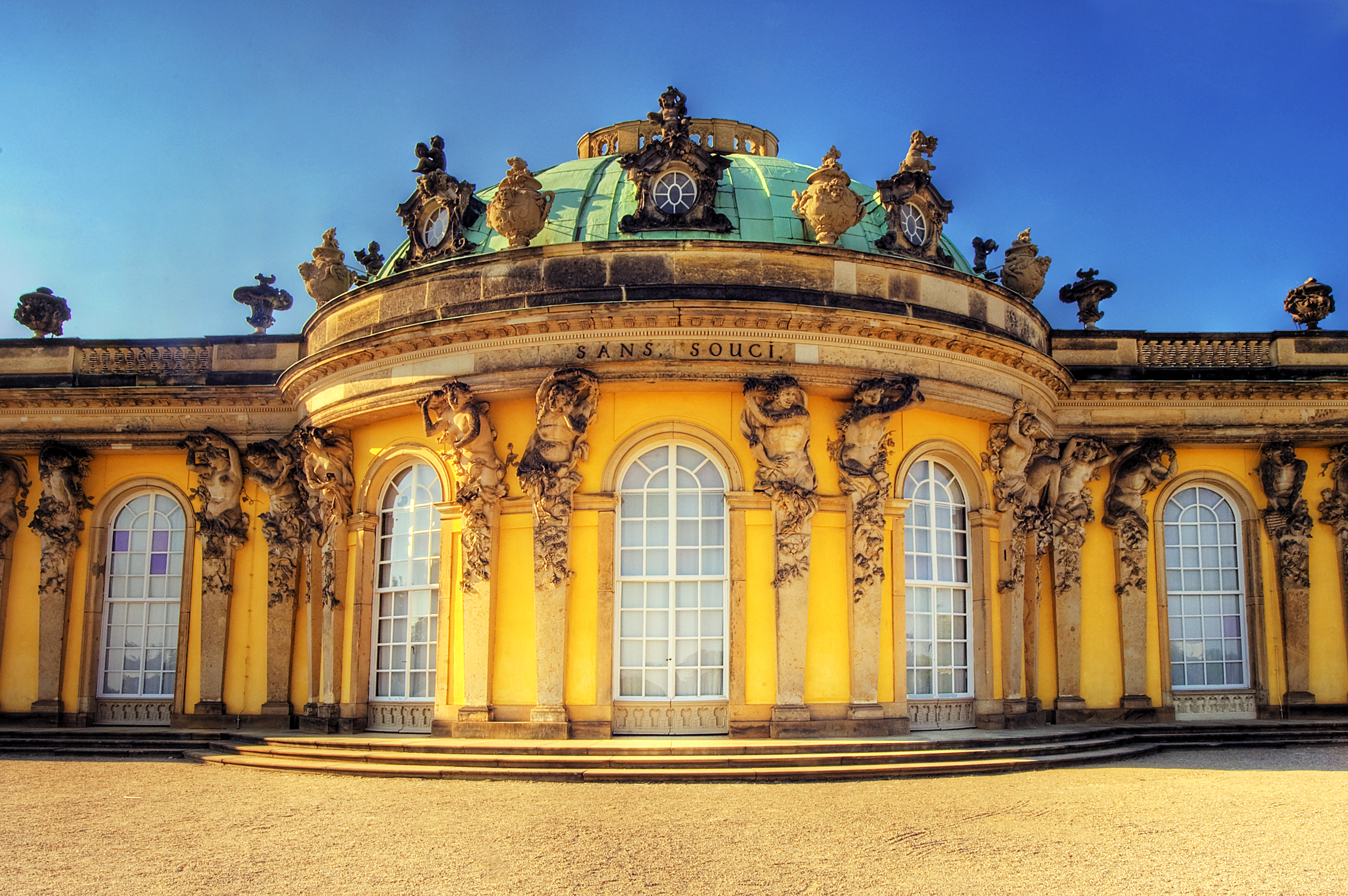
واجهة قصر سانسوسي

- (1978) كاتدرائية آخن في مَدينة آخن.
- (1981) كاتدرائية شباير في مَدينة شباير.
- (1981) قَصر فورتسبورغ وحدائِقُ البَلاط مع ساحة القَصر في مَدينة فورتسبورغ.
- (1983) كنِيسة ڤيز في مَدينة شتاينغادن.
- (1984) قَصْرا أُوغُوستوسبورغ وفالكنلوست في مَدينة برول.
- (1985) كاتدرائية القِدِّيسة مَريم وكَنيسة القِدِّيس ميشائيليس في مَدينة هيلدسهايم.
- (1986) مواقعُ التُرَاث العالمِيّ في مَدينة ترير:
  - بوّابة المدينة الشّهيرة التي يُطلق عليها اسم البوّابة السَّوداء.
  - الجِسر الرومانيّ.
  - مَسرَح ترير الرومانيّ.
  - حَمّامات الإمبراطُور.
  - حَمّامات باربارا.
  - كاثدرائية القِدِّيس بُطرُس.
  - كَنيسة السَّيِّدة (ليبفراون).
- (1987) جِدار الليمز الرومانيّ.
- (1987) مَدينة لوبيك الهانزية.
- (1990) قَصر وحَديقة سانسوسي في مَدينة بوتسدام.
- (1991) دير لورش والألتنمونستر (كنيسة بندكتين) في مَدينة لورش.
- (1992) نظام إدارة المياه في مدينة اوبرهارز.
- (1993) دير ماولبرون في مَدينة ماولبرون.
- (1993) مدينة بامبرغ في وِلاية بافارِيا.
- (1994) الكنيسة المجمّعية والقصر و وسط المدينة التَّاريخيّ في مَدينة كفيدلينبورغ.
- (1994) مَصنع الصُّلْب في مَدينة فولكلينغن.
- (1995) مُسْتحاثات بَلدة ميسيل.
- (1996) كهوف شفابن جورا المُزخرفة بفُنون العصر الجليديّ في وِلاية بادن فورتمبيرغ.
- (1996) باوهاوس وآثار فايمار وديساو.
- (1996) مجموعة النصب التذكارية للوثر في مَدينة إيسليبن وفيتنبرغ.
- (1996) كاتدرائية كولونيا.
- (1998) مدينة فايمار الكلاسيكية.
- (1999) قلعة الفارتبورغ.
- (1999) جزيرة المتاحف (ميوزمسينسل) في برلين وتضم خمسة متاحف:
  - متحف بوده.
  - متحف بيرغامون.
  - المتحف الحديث.
  - المعرض الوطني للتراث.
  - المتحف القديم.
- (2000) جزيرة رايخيناو الرهبانية.
- (2000) مملكة حدائق ديساو فورليتز.
- (2001) المجمع الصناعي لاستخراج الفحم الحجري في إيسين.
- (2002) سترالسوند وفيسمار التاريخيتان.
- (2002) وادي الراين الأعلى الأوسط.

## المجر
- (1987) ضفتي نهر الدانوب في بودابست
- (1987) حي قصر (قلعة) بودا
- (1987) جادة أندراسي

## أوكرانيا
- (1990) كاتدرائية القديسة صوفيا ومجموعة الأديرة ودير لافرا كييف بيشيرسكا.
- (1998) وسَط مَدينة لفيف التَّاريخيّ.
- (2005) قوس ستروف الجيوديزي.
- (2007) غابات الزان البدائية في منطقة الكاربات.

## بلغاريا
- (1979) ضريح كازانلاك التراقي.
- (1979) فارس مادارا.

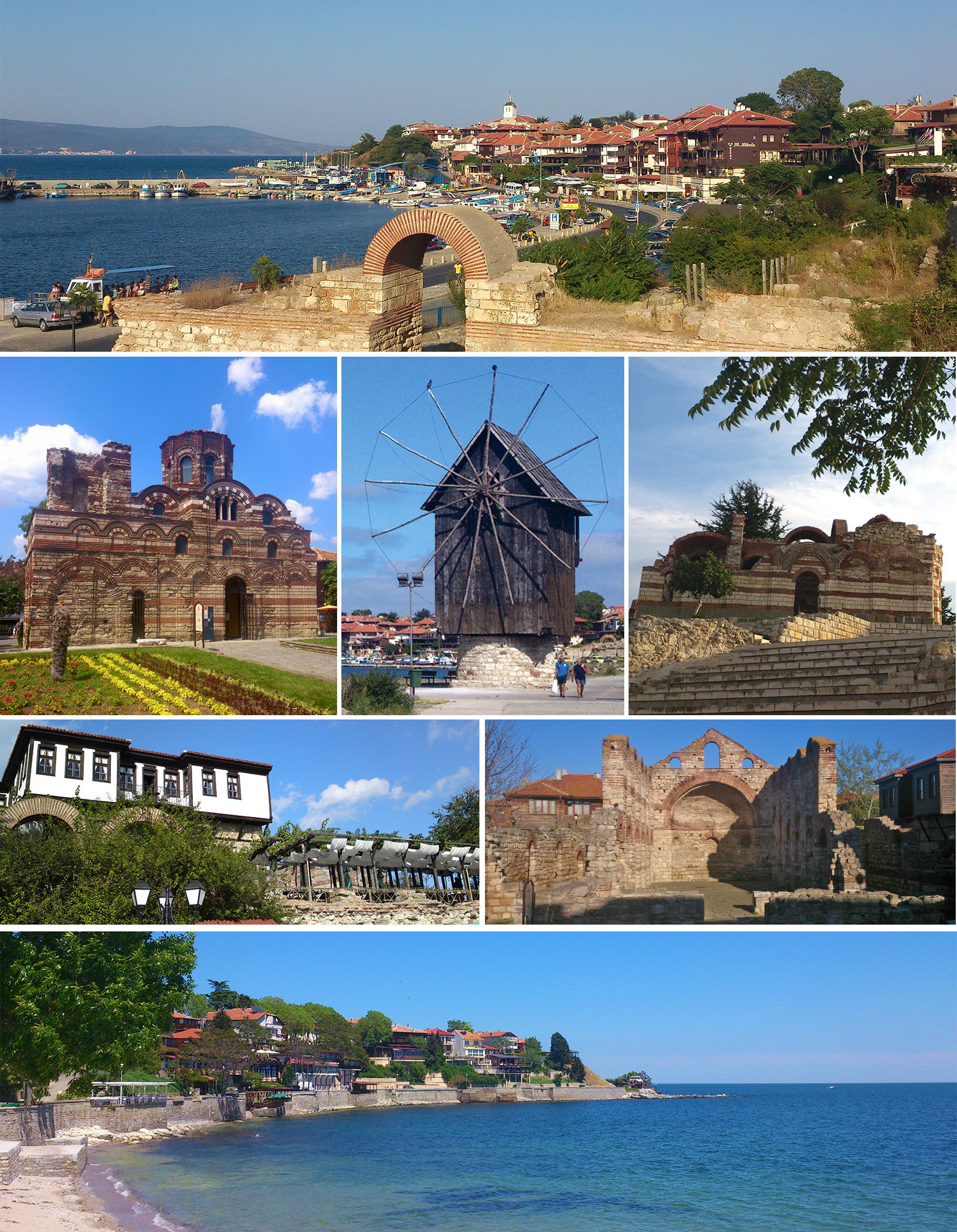

- (1979) كنائس إيفانوفو المنحوتة في الصخر.
- (1979) كنيسة بويانا.
- (1983) دير ريلا.
- (1983) محمية سريبارنا الطبيعية.
- (1983) نيسيبار.
- (1983) حديقة بيرين الوطنية.
- (1985) الضريح التراقي في سفيشتاري.

## روسيا
- (2003) قلعة نارين كالا ومدينتها القديمة وحصنها التي يعود تاريخ بنائها إلى 5000 سنة في جمهورية داغستان.

## البرتغال
- (1986) وسط إيفورا التاريخي.

## اليونان
- (1987) الأكروبوليس قلعة إغريقية مهمة، تعد إحدى أشهر معالم أثينا واليونان قاطبة.
- (1990) دير دافني كنيس بيزنطي يرجع إلى القرن الحادى عشر أصله يرجع إلى ملاذ أبولو دافنيفوروس أو أبولو حامل الغار.

## رومانيا
- (1991) دلتا الدانوب الَّتي تُعتبر فردوسُاً لأكثر من 300 صنفاً من الطّيور و45 نوعاً من الأَسماك.
- (1999) المواقع القروية والكنائس المحصنة في ترانسلفانيا.
- (1999) وسَط بَلدة سِيغيسوارا التَّاريخيّ.

## وصلات خارجية
- القائمة الشاملة لمواقع التراث العالمي لليونسكو مع معلومات وفيديو عن كل موقع نسخة محفوظة 30 أبريل 2009 على موقع واي باك مشين.